# Gett Off
Gett Off è un singolo del cantautore statunitense Prince e del gruppo The New Power Generation, pubblicato nel 1991 ed estratto dall'album Diamonds and Pearls.

## Tracce
- 7"

1. Gett Off – 4:31
2. Horny Pony – 4:17

## Classifiche

### Classifiche settimanali
| Classifica (1991)              | Posizione massima |
| ------------------------------ | ----------------- |
| Australia                      | 8                 |
| Austria                        | 9                 |
| Belgio (Fiandre)               | 13                |
| Danimarca                      | 7                 |
| Europa                         | 4                 |
| Germania                       | 13                |
| Grecia                         | 4                 |
| Irlanda                        | 3                 |
| Norvegia                       | 7                 |
| Nuova Zelanda                  | 13                |
| Paesi Bassi                    | 3                 |
| Portogallo                     | 4                 |
| Regno Unito                    | 4                 |
| Stati Uniti                    | 21                |
| Stati Uniti (dance club)       | 1                 |
| Stati Uniti (dance/electronic) | 1                 |
| Stati Uniti (R&B)              | 6                 |
| Svezia                         | 13                |
| Svizzera                       | 3                 |

### Classifiche di fine anno
| Classifica (1991) | Posizione |
| ----------------- | --------- |
| Paesi Bassi       | 60        |
| Svizzera          | 27        |